# Attribut (filosofi)
Attribut, som kommer av latinets attribuere, tilldela, används hos exempelvis Spinoza om en väsensbestämd egenskap. Detta betyder att det är en egenskap som något måste ha för att vara sig självt. Spinoza skiljer därmed på substans, attribut och accidens; det senare är en icke-väsensbestämd egenskap, en egenskap som kan mistas utan att något upphör att vara sig självt.